# Albert-Falls-Stausee
Der Albert-Falls-Stausee (englisch Albert Falls Dam, früher: Peatties Lake) ist ein künstlich angelegter See bei Pietermaritzburg in KwaZulu-Natal, Südafrika.

## Beschreibung
Der See liegt in der Gemeinde uMshwathi im Distrikt uMgungundlovu inmitten des Albert Falls Nature Reserve. Er ist einer der vier Stauseen entlang des Umgeni und einer der größten KwaZulu-Natals. Er liegt in einer Höhe von 730 Metern über dem Meeresspiegel.
Der See ist regelmäßig Schauplatz verschiedener sportlicher Wettkämpfe.